# Индийски легион
Индийският легион е военна част по време на Втората световна война, която се състои от индийски доброволци. Сформиран е по инициатива на индийския национален деятел Субхас Чандра Бос и е на разположение на Хитлеристка Германия.
Легионът е набран главно от индийски военнопленници, попаднали в немски плен в Северна Африка. Намеренията на ръководството му са легионът да се включи в бойните действия в Кавказ. От там през Персия, индийският легион трябва да стигне до Индия и да отхвърли тогавашната британска колониална власт над субконтинента.
Към декември 1942 г., легионът наброява около 3 500 души, разделени в 4 батальона. Две трети от войниците са мюсюлмани, а една трета – сикхи и индуси. В началото войниците носят униформи на Вермахта, а сикхите също и тюрбан на главата.
От 1944 г. легионът е под командването на Вафен СС.
Поради влошаването на военната ситуация за немската страна на Източния фронт, легионът заминава първо (към края на 1942 г.) в Холандия, където служи около 5 месеца. След това е изпратен в района на Бордо, с цел охрана на атлантическия бряг.
След десанта на съюзниците в Нормандия, индийският легион е изтеглен в Германия и на 15 август 1944 г. е пратен отново във Франция, където влиза в битки с френската съпротива. В края на август и началото на септември 1944 г., легионът дава и първите жертви и ранени в престрелки с частите на френската съпротива. В следващите месеци следва отстъпление в източна посока, съпроводено с нови загуби.
През март 1945 г. индийските легионери се опитват по Бодензе да достигнат до неутрална Швейцария. При този опит те са заловени от американските и френските части и под охрана изпратени обратно в Индия, където са съдени като предатели. Поради протестите на индийската общественост срещу британското правосъдие почти всички индийски легионери са освободени още през 1946 г.